# Ole Jørgen Hammeken
Ole Jørgen Hammeken (* 25. Juni 1956 in Nuuk) ist ein grönländischer Abenteurer und Filmschaffender.

## Leben
Ole Jørgen Hammeken ist der Sohn des Pastors und Bibliothekars Motzfeldt Hammeken (1922–2009) und der Handarbeitslehrerin Maritha Louise Susanne Jensen (1924–2020). Sein Vater war Katechet in Nuuk, wo Ole Jørgen Hammeken geboren wurde. 1960 wurde Motzfeldt Hammeken zum Pastor in Qeqertarsuatsiaat ernannt und 1962 nach Paamiut versetzt und die Familie zog jeweils mit. Mit 12 Jahren kam Ole Jørgen Hammeken Ende der 1960er Jahre wie damals üblich nach Dänemark, wo er bei einer Pflegefamilie in Seest wohnte. Später besuchte er das Gymnasium an der Staatsschule in Rungsted, das er 1978 abschloss. Daraufhin wurde er vom Grönlandsministerium aufgefordert Jura zu studieren. Er brach das Studium jedoch ab und arbeitete dann bei Danmarks Statistik. Er bekam einen Sohn (* 1987) und lernte die Färingerin Ann Andreasen (* 1962) kennen, die Leiterin des Kinderheims in Uummannaq werden sollte, weswegen das Paar nach Grönland zog, wo sie eine Tochter (* 1993) bekamen. Dort entdeckte er seine Liebe für das Hundeschlittenfahren, weswegen er begann, einige der Heimkinder auf lange Touren mitzunehmen. Daraus entwickelten sich zahlreiche Expeditionen zwischen den 1990er und 2010er Jahren, die meisten in Grönland, aber auch in anderen Arktisregionen. Auf einer der Expeditionen umrundeten sie den Nordpol über das Nordpolarmeer. Ab 2008 wurde der Spielfilm Inuk über das Kinderheim produziert, wobei Ole Jørgen Hammeken Drehbuchautor war und als Berater agieren sollte. Da sich der für die Hauptrolle auserkorene Jäger während der Aufnahmen auf Jagdreise befand, endete Ole Jørgen Hammeken selbst in der Hauptrolle. 2012 verliebte er sich auf einer Expedition in die russisch-komistämmige in den USA lebende Fotografin und Künstlerin Galya Morrell (* 1961 als Galina Borissowna Bazanowa) und beide heirateten, woraufhin er Grönland verließ. Er zog nach Helsingør, dann nach Russland und schließlich nach New York City. Er und seine Frau sind Mitglieder des Explorers Club.